# C4类二氧化碳固定
C4类二氧化碳固定（英語：C4 carbon fixation）是植物的三种碳固定方式之一，因为第一个可观察得到的产物是一个四碳化合物草酰乙酸，人们就命名其为C4类碳固定。
C4类植物比C3类植物在二氧化碳固定方面更进一步。单子叶植物玉米、中国芒、甘蔗和小米都属于C4类。

## C4类植物的演化
在15亿年前，随着光合作用的出现，氧气开始在地球的大气层积聚。二氧化碳固定过程中的关键酶RuBisCO同时具有加氧酶的功能，它在一个重要的副反应里也催化了氧的固定。氧气可以与二氧化碳争夺RuBisCO的活性部位。在原始大气里，氧气缺乏，在上面提到的副反应里面，二碳化合物积聚，碳循环受阻，同化作用在这种环境下并不能顺利进行。回收二碳化合物的过程对于植物来说也是费时耗力的。此过程需要耗氧，人们称之为光呼吸。
随着温度的升高，RuBisCO与氧气的亲和力递增迅速，超过了对二氧化碳的递增速度，这对于生长在干旱热带地区的植物来说并不是好消息，它们需要另外的途径以固定二氧化碳。植物发展出「ATP驱动的 CO2泵」，从而创造出一种与原始大气相似的内环境。
除了Rubisco-反应外，叶肉细胞还发展出PEP-羧化途径以固定二氧化碳。在这个过程里CO2会被磷酸烯醇式丙酮酸（缩写PEP）所固定，之后生成四碳化合物草酰乙酸（缩写 OAA），这就是C4类植物名称的由来。 草酰乙酸转换为苹果酸或天门冬氨酸后进入维管束鞘，在苹果酸酶的作用下生成丙酮酸和CO2。在维管束鞘里CO2浓度高，卡尔文循环能高效的运行。

### 哈奇-斯莱克-循环
20世纪60年代，马沙·哈奇和罗杰·斯莱克阐明了这种发生在相邻两种类型细胞里的四碳双羧酸途径的反应，后世便以他们的名字命名该循环。循环开始于叶肉细胞，但那里缺少RuBisCO，反应转到维管束鞘里面进行，在这里，就遵循C3类植物的卡尔文循环途径发生反应。

### 景天酸代谢植物
在该种植物类型中，有另一种ATP驱动CO2泵(CAM = Crassulaceae Acid Metabolism，景天酸代谢)。在热带干旱地区，这种途径的特点是：CO2的固定在时间上而非空间上分离。气孔只在晚上开放，这就避免了过多的水分流失。这种昼夜更替如下：
- 晚上：CO2吸收和固定于PEP。生成的草酰乙酸（OA）会被还原为苹果酸，并储存于细胞的液泡中。该过程中伴随有酸化，在日间光反应里产生的还原物质也会在这里发挥作用。
- 日间：在液泡里的酸性物质（主要是苹果酸，但也有天门冬氨酸）会被 脱羧。释放的 CO2进入卡尔文循环。

值得一提的是从丙酮酸再度生成PEP的过程，其消耗两分子ATP。这里并不发生两步的糖异生。参加反应的有丙酮酸磷酸双激酶，它能利用一个ATP的两个高能磷酸键和一个磷酸离子，催化PEP的合成。

## C4植物的种类
大约有8,100种植物属于C4植物，占陆地植物种类的3%左右。C4植物在单子叶植物中比较常见，约占40%的单子叶植物属于C4植物，相比之下双子叶植物中只有大约4.5%属于C4植物。尽管如此，只有3个科的单子叶植物含有C4途径，而双子叶植物中含有C4途径的科达15个。在含有C4途径的单子叶植物分支中，禾本科（Poaceae）比例最高，主要分布于虎尾草亚科和黍亚科，约有46%的禾本科植物属于C4植物，占全部C4植物种类的61%，其中包括一些常见的农作物如玉米、甘蔗、小米和高粱。在含有C4途径的双子叶植物中，石竹目（Caryophyllale）所占比例最高，其中又以藜科（Chenopodiaceae）为最。在1400种藜科植物中，有550种属于C4植物。在1000种苋科（Amaranthaceae）植物中，250种属于C4植物。
莎草科（Cyperaceae）和一些真双子叶植物的科如菊科（Asteraceae）、十字花科（Brassicaceae）、大戟科（Euphorbiaceae）也使用C4途径。
使用C4的树木包括泡桐属。
使用C4的植物并不限于高等植物。事实上，一些硅藻同样具有C4途径。

## 经济和生态意义
C4类植物在CO2和水的利用效能方面远胜C3类植物：
- 制造干重1g的物质，C4类植物只要230–250 mL水，而C3类植物所要消耗的是这个量的两到三倍。 
  - C4植物中国芒有着惊人的生长速度，在适宜的条件下，每公顷产量可达45吨。
- C4类植物最高效能温度在 30 °C 到 45 °C之间，而C3类则在15–25 °C.
- 人们对热带的C4类饲料植物研究日益增多，固氮细菌和该植物有共生的关系，所以它们不需要额外的肥料。
- 水稻并不属于C4类植物，虽然它也是禾本科植物。为了提高产量，科学家尝试在大米中加入玉米的基因，使得其产量可提高达35%。

在过去30年里，可以看到C4类植物不断在中欧温暖，光照充分的地区繁殖。它们的这种转移目前为止还没有被视为入侵物种。

## 参看
- C2光合作用
- 景天酸代谢光合作用 (英語：Crassulacean acid metabolism，简称 CAM）是部分植物的一种精巧的碳固定方法.
- C3光合作用

## 链接
- （德文） C3-, C4- 和 CAM-植物的比较（页面存档备份，存于）
- （德文） Tabellerischer Vergleich von C3- und C4-Pflanzen（页面存档备份，存于）
- （德文） 4pflanzen.html Definition und Eigenschaften[永久]
- （英文） 4plants.html Photorespration und C4-Pflanzen[永久]
- 3C4.htm Vergleich der Leistungsfähigkeit von C3- und C4-Pflanzen[永久]